# Liste der Biografien/Kral
Liste der Biografien |
Portal Biografien |
Personensuche
# |
A |
B |
C |
D |
E |
F |
G |
H |
I |
J |
K |
L |
M |
N |
O |
P |
Q |
R |
S |
T |
U |
V |
W |
X |
Y |
Z |
?
 
Ka |
Kb |
Kc |
Kd |
Ke |
Kf |
Kg |
Kh |
Ki |
Kj |
Kl |
Km |
Kn |
Ko |
Kp |
Kr |
Ks |
Kt |
Ku |
Kv |
Kw |
Ky |
Kx |
Kz
 
Kra |
Krb |
Krc |
Kre |
Krg |
Krh |
Kri |
Krj |
Krk |
Krl |
Krm |
Krn |
Kro |
Krp |
Krs |
Krt |
Kru |
Kry |
Krz
 
Kraa |
Krab |
Krac |
Krad |
Krae |
Kraf |
Krag |
Krah |
Krai |
Kraj |
Krak |
Kral |
Kram |
Kran |
Krap |
Krar |
Kras |
Krat |
Krau |
Krav |
Kraw |
Krax |
Kray |
Kraz
Die Liste der Biografien führt alle Personen auf, die in der deutschsprachigen Wikipedia einen Artikel haben. Dieses ist eine Teilliste mit 102 Einträgen von Personen, deren Namen mit den Buchstaben „Kral“ beginnt.

## Kral
- Král, Adalbert von Dobrá Voda (1844–1913), böhmischer Heraldiker
- Král, Alex (* 1998), tschechischer FußballspielerAlex Král (* 1998)

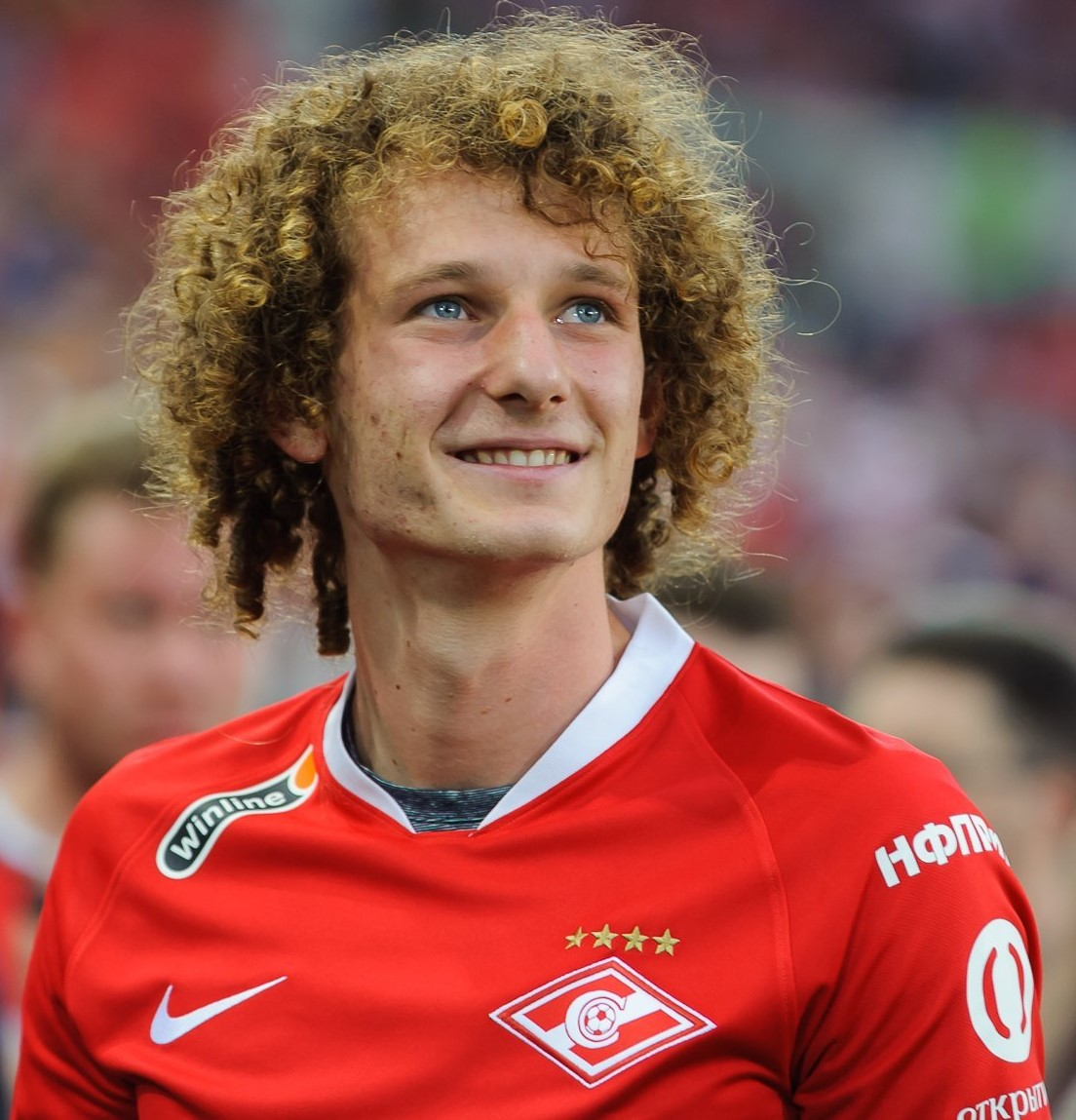
Alex Král (* 1998)

- Kral, Andrej (* 1969), deutsch-slowakischer Neurowissenschaftler
- Kral, August (1869–1953), österreichischer Diplomat
- Kráľ, Daniel (* 1978), tschechischer Mathematiker und Informatiker
- Kráľ, Fraňo (1903–1955), slowakischer Dichter, Schriftsteller und Politiker
- Kral, Gerald (* 1956), österreichischer Psychologe, Psychotherapeut und Fotograf
- Kral, Gustav (1983–2009), österreichischer Fußballspieler
- Kral, Irene (1932–1978), amerikanische Jazzsängerin
- Král, Ivan (1948–2020), tschechischer Musiker, Komponist und Produzent
- Král, Jan (* 1999), tschechischer Fußballspieler
- Kráľ, Janko (1822–1876), slowakischer Schriftsteller
- Král, Johann (1823–1912), böhmischer Viola-Spieler
- Kral, Johann Baptist (1672–1732), österreichischer Steinmetzmeister des Barock
- Král, Josef (* 1990), tschechischer Automobilrennfahrer
- Kral, Markus (* 1963), österreichischer Antiquitätenhändler
- Kral, Mikławš (* 1791), sorbischer Volksmusikant
- Král, Ondřej (* 1999), tschechischer Badmintonspieler
- Král, Petr (* 1947), tschechischer Musiker
- Král, Richard (* 1970), tschechischer Eishockeyspieler
- Kral, Roy (1921–2002), amerikanischer Jazz-Pianist und Sänger
- Kral, Thomas (* 1990), österreichischer Fußballspieler
- Král, Viktor (* 1968), tschechischer Kinderschauspieler
- Kral, Werner A. (1923–2010), deutscher Science-Fiction-Autor und Journalist

### Krale
- Kraler, Hermine (* 1955), österreichische Politikerin (SPÖ), oberösterreichische Landtagsabgeordnete
- Kralew, Plamen (* 1973), bulgarischer Automobilrennfahrer
- Kralewa, Elena (* 2002), bulgarische Tennisspielerin

### Krali
- Králíček, Emil (1877–1930), tschechischer Architekt
- Kralicek, Franz (1907–1943), österreichischer Maler, Freskant und Plakatkünstler
- Králíček, Rudolf (1862–1946), tschechischer österreich-ungarischer General der Infanterie
- Králíčková, Milena (* 1972), tschechische Ärztin und Hochschullehrerin
- Kralik von Meyrswalden, Gottlob (1878–1964), böhmisch-deutscher Glasfabrikant
- Kralik von Meyrswalden, Heinrich (1840–1911), böhmischer Glasfabrikant
- Kralik von Meyrswalden, Heinrich (1897–1958), Maler und Grafiker
- Kralik, Dietrich (1884–1959), österreichischer Altgermanist
- Kralik, Emil (1864–1906), österreichischer Schriftsteller, Journalist und Humorist
- Králík, Emil (1880–1946), tschechischer Architekt
- Kralik, Hanns (1900–1971), deutscher Maler, Grafiker und Widerstandskämpfer gegen den Nationalsozialismus
- Kralik, Heinrich von (1887–1965), österreichischer Musikwissenschaftler und -schriftsteller
- Králík, Jan (* 1987), tschechischer Fußballspieler
- Králík, Jan (* 1987), tschechischer Unihockeyspieler
- Kralik, Jean-Louis (1813–1892), französischer Botaniker
- Králík, Jiří (* 1952), tschechischer Eishockeytorwart
- Kralik, Mathilde (1857–1944), österreichische KomponistinMathilde Kralik (1857–1944)

Mathilde Kralik (1857–1944)

- Kralik, Richard von (1852–1934), österreichischer Schriftsteller und Kulturphilosoph
- Kralik, Willy (1929–2003), österreichischer ORF-Moderator
- Kralik, Winfried (1921–2000), österreichischer Jurist
- Kralik-Meyrswalden, Wilhelm von (1806–1877), böhmischer Glasfabrikant
- Králiková, Viera (* 1985), slowakische Fußballspielerin
- Kralin, Nikolai Iwanowitsch (* 1944), russischer Schachkomponist
- Kräling, Ferdi (* 1940), deutscher Fotograf
- Kralinski, Thomas (* 1972), deutscher Politik- und Osteuropawissenschaftler, Volkswirtschaftler und politischer Beamter (SPD)
- Kralitschka, Jan (* 1976), deutsches Model, Rechtsanwalt und Fernsehdarsteller

### Kralj
- Kralj, Barbara (* 1994), slowenische Fußballspielerin
- Kralj, Borut (* 1980), slowenischer Naturbahnrodler
- Kralj, France (1895–1960), slowenischer Maler, Grafiker und Bildhauer
- Kralj, Gašper (* 1974), slowenischer Schriftsteller, Übersetzer und Sozialanthropologe
- Kralj, Ivica (* 1973), montenegrinischer Fußballtorhüter
- Kralj, Ivo (* 1999), kroatischer Fußballspieler
- Kralj, Jan (* 1995), slowenischer Snowboarder
- Kralj, Jure (* 1984), slowenischer Eishockeyspieler
- Kralj, Mateja (* 1985), slowenische Naturbahnrodlerin
- Kralj, Matic (* 1983), slowenischer Eishockeyspieler
- Kralj, Matthias (* 1933), österreichischer Bühnenbildner
- Kralj, Nenad (* 1957), deutscher Facharzt für Arbeitsmedizin
- Kralj, Tone (1900–1975), slowenischer Maler, Grafiker und Bildhauer
- Kraljević, Blaž (1947–1992), kroatischer Befehlshaber der kroatisch-bosnischen paramilitärischen Organisation HOS, Generalmajor der Armee der Republik Bosnien und Herzegowina
- Kraljević, Marko, serbischer König (1371–1395) und Held der südslawischen VolkspoesieMarko Kraljević

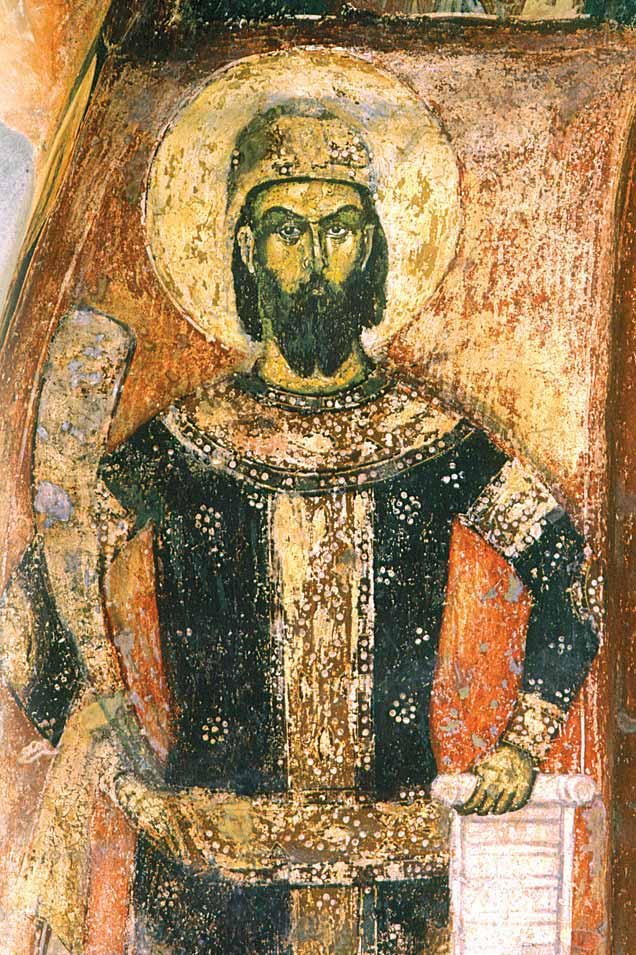
Marko Kraljević

- Kraljević, Miroslav (1885–1913), kroatischer Maler, Graphiker und Skulpteur
- Kraljević, Paolo (* 2001), bosnisch-kroatischer Handballspieler
- Kraljić, Nina (* 1992), kroatische Sängerin
- Kraljič, Peter (* 1939), slowenischer Unternehmensberater und ehemaliger Director von McKinsey & Company
- Kraljuk, Petro (* 1958), ukrainischer Philosoph, Schriftsteller und Wissenschaftler

### Krall
- Krall, Carl (1891–1975), österreichischer Maler, Werbegrafiker und Komponist
- Krall, Diana (* 1964), kanadische Jazzpianistin und SängerinDiana Krall (* 1964)

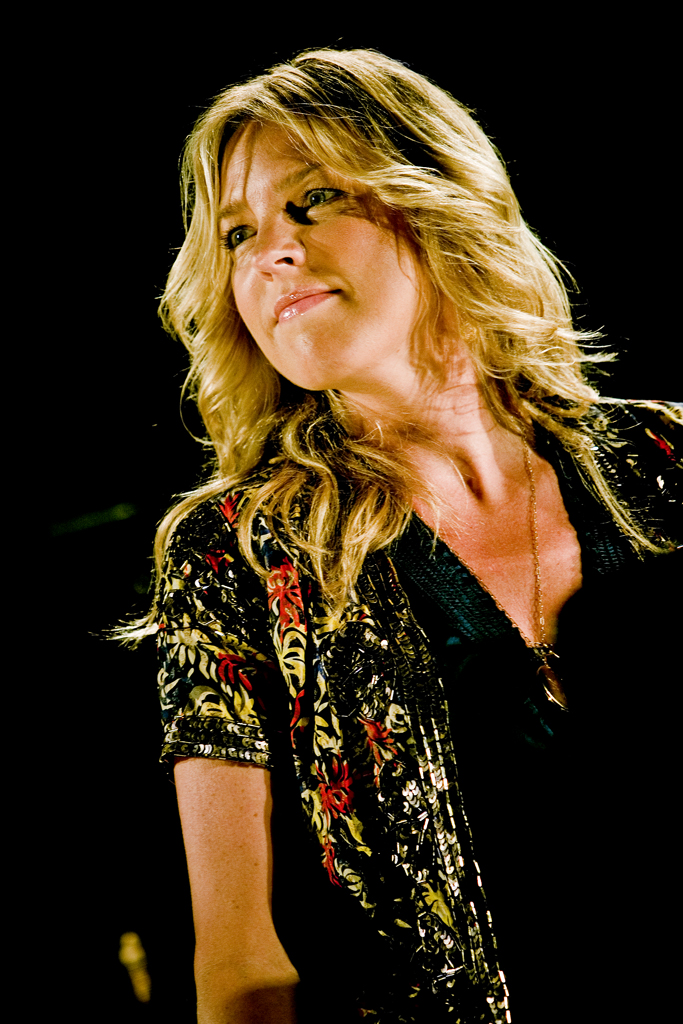
Diana Krall (* 1964)

- Krall, Emilie (1831–1914), österreichische Schauspielerin und Opernsängerin (Sopran)
- Krall, Gerd (1945–2004), deutscher Sportjournalist
- Krall, Giulio (1901–1971), italienischer Bauingenieur und Mathematiker
- Krall, Hanna (* 1935), polnische Schriftstellerin und Journalistin
- Krall, Jackson (* 1949), amerikanischer Schlagzeuger und Instrumentenbauer
- Krall, Jakob (1857–1905), österreichischer Ägyptologe
- Krall, Johann (1803–1883), österreichischer Komponist, Dirigent und Arrangeur
- Krall, Karl (1863–1929), deutscher Tierforscher
- Krall, Klara (1889–1943), österreichische Widerstandskämpfer im Zweiten Weltkrieg
- Krall, Lance (* 1970), US-amerikanischer Schauspieler mit vietnamesischen Wurzeln
- Krall, Liam (* 2002), US-amerikanischer Tennisspieler
- Krall, Lothar (1924–2000), deutscher Politiker (FDP), MdB, MdEP, MdL
- Krall, Ludwig (1888–1943), österreichischer Widerstandskämpfer im Zweiten Weltkrieg
- Krall, Marcus (* 1975), deutscher Journalist, Buch-Autor und PR-Berater
- Krall, Markus (* 1962), deutscher Volkswirt, Unternehmensberater und AutorMarkus Krall (* 1962)

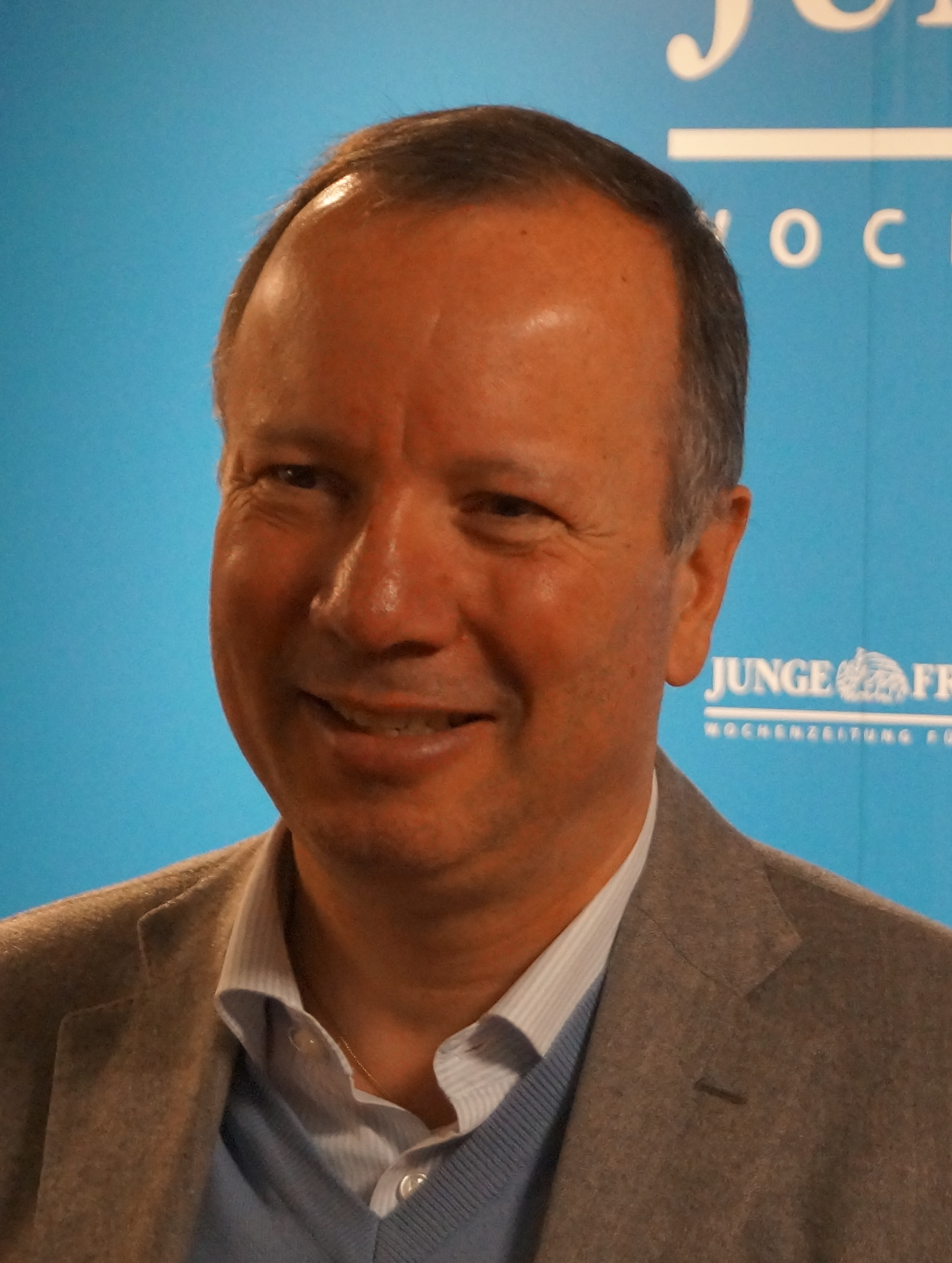
Markus Krall (* 1962)

- Krall-Wartlsteiner, Christian (* 1955), österreichischer Schriftsteller
- Kralle, Paul (1878–1948), deutscher Fußballspieler
- Kraller, Manuela (* 1981), deutsche Sängerin
- Krallert, Wilfried (1912–1969), österreichischer Geograph und Historiker
- Krallmann, Hermann (* 1945), deutscher Hochschullehrer

### Kralo
- Králová, Tereza (* 1989), tschechische Hammerwerferin
- Královec, Pavel (* 1977), tschechischer Fußballschiedsrichter
- Kráľovičová, Mária (1927–2022), slowakische Schauspielerin
- Kralovitz, Rolf (1925–2015), deutscher Schauspieler, Autor, Kabarettist und Überlebender des Holocaust
- Kralowetz, Bruno (1911–2001), österreichischer Erfinder und Gründer der Gesellschaft für Fertigungstechnik und Maschinenbau (GFM)

### Kralu
- Kralupper, Inge (1966–2016), österreichische Managerin im Buchhandel

### Kraly
- Kräly, Hanns (1884–1950), deutscher Schauspieler und Drehbuchautor